# Dresden (Tennessee)
Dresden és una població dels Estats Units a l'estat de Tennessee. Segons el cens del 2000 tenia 2.855 habitants.

## Demografia
Segons el cens del 2000, Dresden tenia 2.855 habitants, 1.212 habitatges, i 784 famílies. La densitat de població era de 207,6 habitants/km².
Dels 1.212 habitatges en un 26,7% hi vivien nens de menys de 18 anys, en un 48,6% hi vivien parelles casades, en un 12,8% dones solteres, i en un 35,3% no eren unitats familiars. En el 31,9% dels habitatges hi vivien persones soles el 17,3% de les quals corresponia a persones de 65 anys o més que vivien soles. El nombre mitjà de persones vivint en cada habitatge era de 2,22 i el nombre mitjà de persones que vivien en cada família era de 2,78.
Per edats la població es repartia de la següent manera: un 20,7% tenia menys de 18 anys, un 9,5% entre 18 i 24, un 27,7% entre 25 i 44, un 21,8% de 45 a 60 i un 20,3% 65 anys o més.
L'edat mediana era de 39 anys. Per cada 100 dones de 18 o més anys hi havia 84,8 homes.
La renda mediana per habitatge era de 26.701 $ i la renda mediana per família de 37.321 $. Els homes tenien una renda mediana de 27.589 $ mentre que les dones 21.322 $. La renda per capita de la població era de 16.286 $. Entorn del 6,4% de les famílies i el 10,6% de la població estaven per davall del llindar de pobresa.

## Poblacions més properes
El següent diagrama mostra les poblacions més properes.